# Cryptus concolor
Cryptus concolor är en stekelart som först beskrevs av Gmelin 1790.  Cryptus concolor ingår i släktet Cryptus och familjen brokparasitsteklar. Inga underarter finns listade i Catalogue of Life.